# Gericht Ottrau
Das Gericht Ottrau war ein vom 14. Jahrhundert bis zum 16. Jahrhundert bestehender Verwaltungs- und Gerichtsbezirk der Adelsfamilie Rückershausen, Schwertzell und der Landgrafschaft Hessen.
Ottrau war alter Hersfelder Besitz. Nachdem es im 11. Jahrhundert gelungen war, die Mainzer Ansprüche am Zentgericht abzuwehren, konsolidierte Hersfeld seinen Besitz im Umfeld. Im Rahmen der territorialisierung entstand im 14. Jahrhundert das Gericht Ottrau. Es umfasste neben Ottrau noch Oberberf, Ropperhausen und die heutigen Wüstungen Sachsenhausen, Runderode und Grenff.
Seit 1302 waren die Herren von Rückershausen Besitzer des Ortes als Hersfelder Lehen. Erste urkundliche Erwähnung ist die Beleihung von Johann von Rückershausen mit einem Drittel des Gerichtes. Seit 1366 war das ganze Gericht Mannlehen derer von Rückershausen, die sich teilweise auch von Ottrau nannten. 1551 starb eine der beiden Linien der Familie von Rückershausen mit Helwig von Rückershausen im Mannesstamm aus. Abt Crato I. von Hersfeld bestätigte daraufhin die Weiterführung des Lehens für eine Hälfte des Gerichtes an dessen Schwiegersohn Hartmann Schleier. 1576 erlosch auch die andere Linie von Rückershausen. Nun wollte die Abtei Hersfeld dies als erledigtes Lehen einziehen. Nach Vermittlung durch den hessischen Erbmarschall Adolph Hermann Riedesel zu Stockhausen und Hermannsburg erhielt aber auch hier der Schwiegersohn von Schwertzell die Bestätigung als neuer Lehnsnehmer. Damit wurde das Gericht Kondominium zwischen den Schleier und den Schwertzell. 1608 verkaufte Christoph Schleier seine Hälfte an den hessischen Landgrafen. Im Laufe des 16. Jahrhunderts gelang es Hessen, die hohe Gerichtsbarkeit und Landeshoheit an sich zu bringen. Schwertzell blieb im Besitz der niederen Gerichtsbarkeit als Patrimonialgerichtsbarkeit. In der Landgrafschaft Hessen wurde das Gericht Ottrau dem Amt Neukirchen angegliedert.